# Oberflächenwellenseismik
Oberflächenwellenseismik ist ein Verfahren, bei dem in der Seismik sonst oft unerwünschte seismische Oberflächenwellen ausgewertet werden. In der Ingenieurgeophysik, insbesondere im angelsächsischen Raum, spricht man oft von MASW (Multichannel-Analysis of Surface Waves), wenn mehr als 2 Geophone verwendet werden; Ein- und Zweikanalverfahren werden heute (außer in der Seismologie) seltener eingesetzt.
Seismische Oberflächenwellen sind zumeist relativ langsam und tieffrequent, und ihre Geschwindigkeit hängt i. A. von ihrer Frequenz ab (d. h. sie sind dispersiv). Oft weisen sie große Amplituden auf.
Die Analyse der Dispersion der Oberflächenwellen (Rayleigh-, Love-Wellen und/oder Scholte-Wellen) ermöglicht insbesondere die Bestimmung der Scherwellengeschwindigkeit des Untergrundes als Funktion der Tiefe. Daraus können Aussagen über Steifigkeit, Kompaktionsgrad von Lockergestein o. Ä. abgeleitet werden.
Auflösung und Eindringtiefe hängen insbesondere von der Wellenlänge ab, die ihrerseits insbesondere vom verwendeten Frequenzband sowie der Scherwellengeschwindigkeit im Untergrund abhängt. Voraussetzung für eine erfolgreiche Durchführung ist eine lokale näherungsweise laterale Homogenität des Untergrunds.